# MoMA PS1
MoMA PS1 ist eine der größten und ältesten Institutionen für zeitgenössische Kunst in den Vereinigten Staaten von Amerika mit Sitz in Queens, New York City. Neben ihren Ausstellungen organisiert die Institution die jährlich stattfindenden Ausstellungsreihen Warm Up Summer Music Series und das MoMA PS1 Young Architecture Program mit dem Museum of Modern Art New York. Darüber hinaus betrieb das MoMA PS1 bis 2009 den 2004 gegründeten Internet-Radiosender WPS1.

## Geschichte

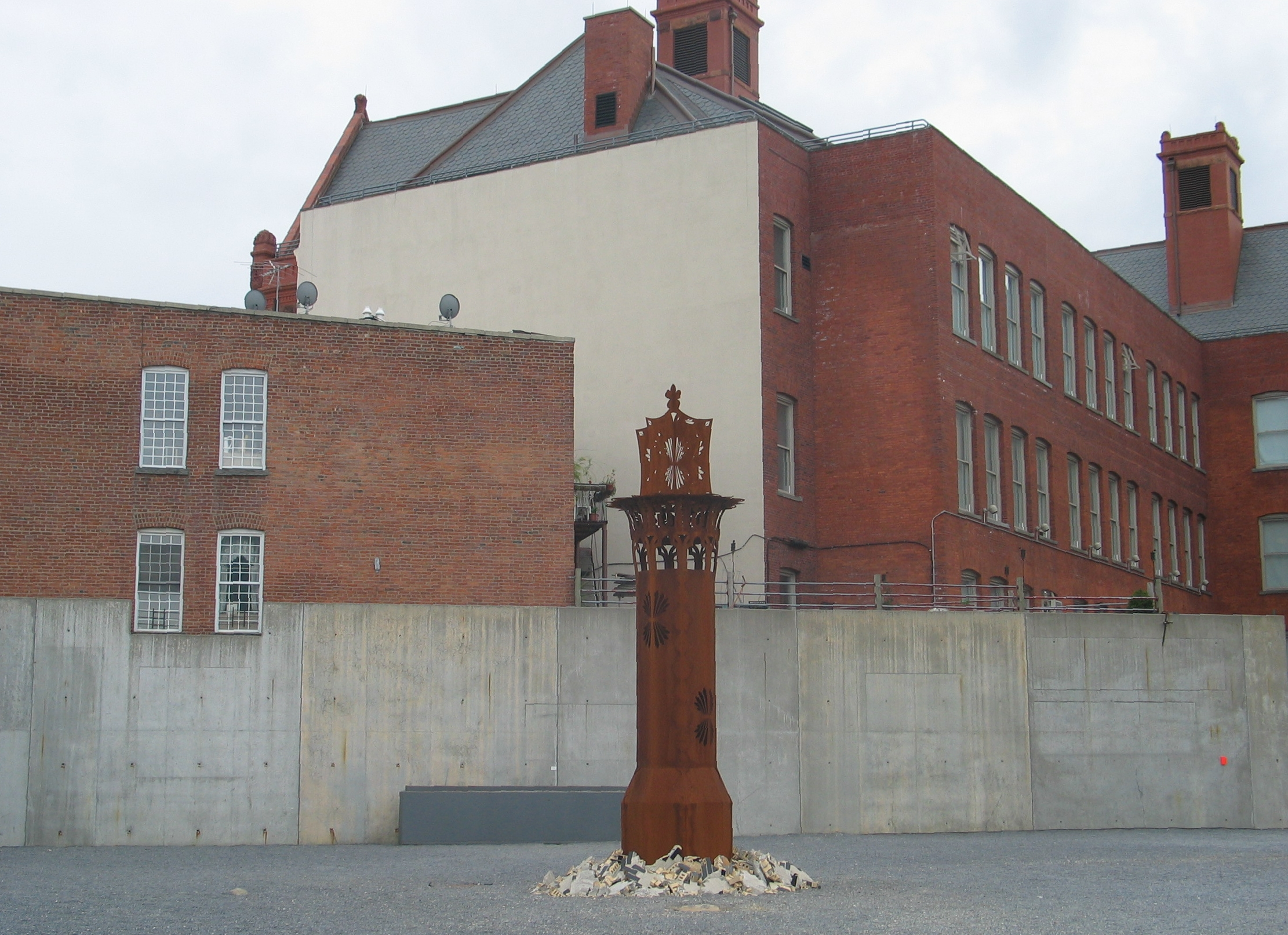
Außenansicht

P.S.1 (heute MoMA PS1) wurde 1976 von Alanna Heiss gegründet. Es ging aus dem Institute for Art and Urban Resources hervor, einer Organisation, die 1971 von Heiss gegründet wurde, um leerstehende Gebäude in New York City in Ateliers und Ausstellungsräume zu verwandeln. Heiss, die bis 2008 Direktorin des MoMA PS1 war, wurde 1943 in Louisville, Kentucky, geboren und wuchs in einer ländlichen Gemeinde im Süden Illinois’ auf. Sie absolvierte ihr Studium mit einem B.A. an der Lawrence Universität in Appleton, Wisconsin, an der sie als Stipendiatin des Lawrence Konservatorium für Musik immatrikuliert war.
Mit dem Bewusstsein, dass New York in den 1970er Jahren ein weltweiter Anziehungsort für zeitgenössische Künstler war, sowie der Glaube, dass traditionelle Museen keine angemessene Ausstellungsmöglichkeiten für ortsspezifische Kunst bereitstellten, entschied Heiss, eine alternative Kunstinstitution zu gründen. Heiss arbeitete zu dieser Zeit als Organisatorin für zeitgenössische Kunst in diversen öffentlichen Einrichtungen. In diesem Umfeld lernte sie den Architektur- und Theaterkritiker Brendan Gill kennen, zu dem sie eine langjährige Freundschaft und berufliche Zusammenarbeit aufbaute. 1971 gründeten Heiss und Gill gemeinsam The Institute for Art and Urban Resources. Sie begannen zahlreiche leerstehende Gebäude in New York City zu renovieren, um sie für kulturelle Veranstaltungen zu nutzen. Unter den umgewandelten Stätten waren die 10 Bleecker Street, das Coney Island Sculpture Museum und das Idea Warehouse in Tribeca. Darauf folgend wurde 1973 ein kommunales Gebäude im Süden Manhattans als Clocktower Gallery eröffnet, deren Antrittsausstellungen den Künstlern Joel Shapiro, Richard Tuttle und James Bishop gewidmet waren. Die Clocktower Gallery entwickelte sich zu einer angesehenen Einrichtung für alternative Ausstellungskultur und wurde aufgrund ihrer markanten Räumlichkeit zu einem populären Ort für monografische Ausstellungen und ortsspezifische Installationen.

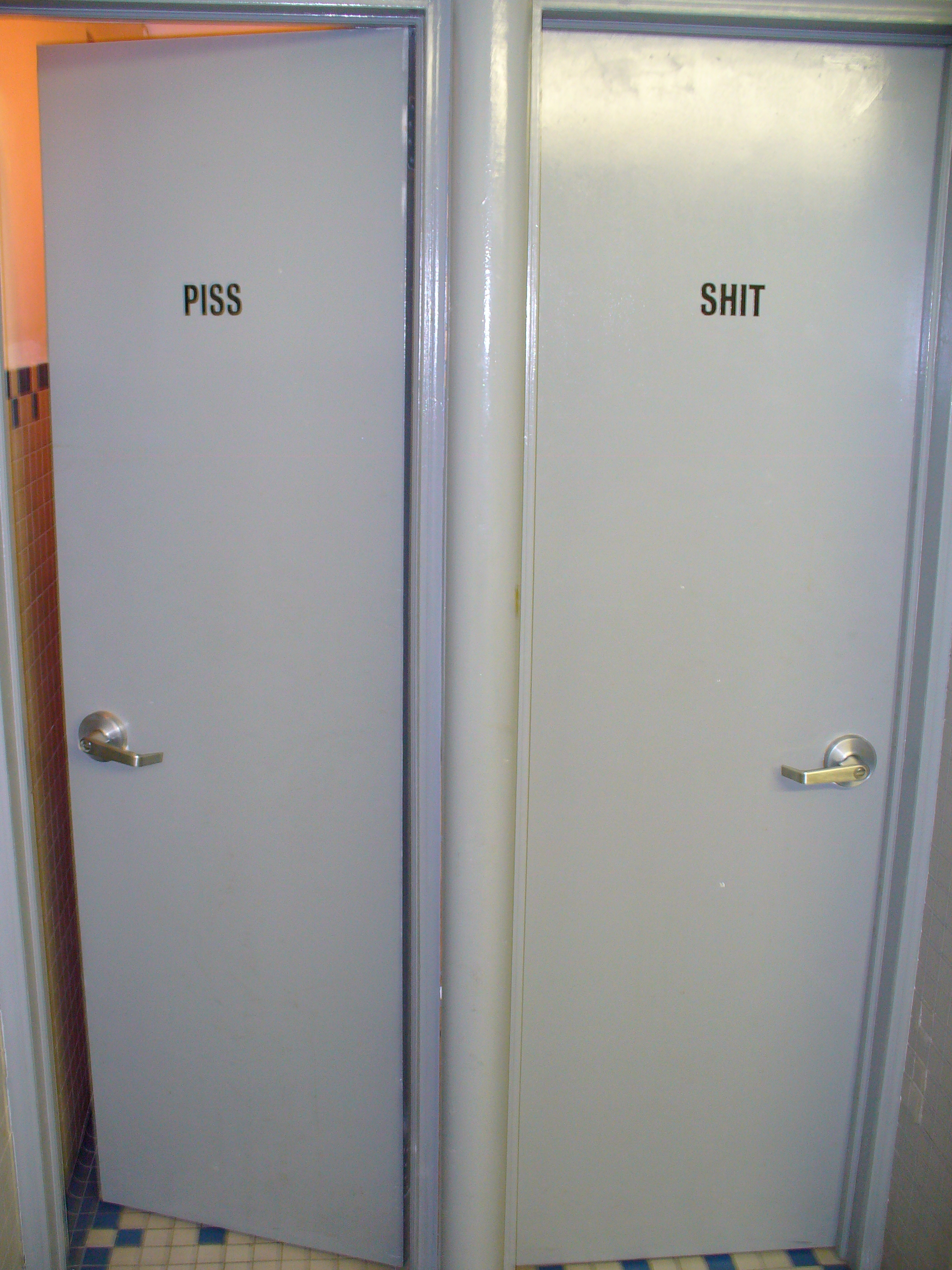
MoMA PS1 Toilette

1976 eröffnete Heiss eine Kunsthalle – das heutige MoMA PS1 – in einer leerstehenden Schule. Dieses Gebäude beherbergte die erste Schule von Long Island City, die 1960 aufgrund niedriger Schülerzahlen geschlossen wurde. Mit den großzügigen Räumlichkeiten der ehemaligen Schule konnte Heiss nicht nur die Ausstellungskapazitäten ausweiten, sondern zusätzlich Atelierräume für Künstler zur Verfügung stellen. Der Namensteil PS1 steht ausgeschrieben für Primary School One und reflektiert somit implizit die Geschichte des Gebäudes.
Nachdem MoMA PS1 1994 wegen dreijähriger Renovierungsarbeiten schließen musste, wurde es im Oktober 1997 wiedereröffnet. Das durch den Architekten Frederick Fisher geleitete Projekt schuf eine große Außengalerie, einen repräsentativen Eingangsbereich und eine zweistöckige Projektfläche im Hauptgebäude.
Im Jahr 2008 verließ Heiss das MoMA PS1 und gründete die Radiostation Art International Radio (AIR), das als Einrichtung unabhängig vom MoMA PS1 ist, jedoch mehrere Sendungen im Programm hat, die ursprünglich vom Sender WPS1 verbreitet wurden. AIR produziert zudem eigene Beiträge zu Kunst und Kultur. Von Januar 2010 bis 2018 war Klaus Biesenbach der Direktor des MoMA PS1, der ans MOCA Los Angeles wechselte.

## Angliederung an das Museum of Modern Art New York
Im Januar 2000 gaben das MoMA PS1 und das Museum of Modern Art New York (MoMA) ihre Zusammenarbeit offiziell bekannt. Der Zusammenschluss vereint eine Vorreiterinstitution für zeitgenössische Kunst und das weltbekannte Museum. Das Hauptziel der Partnerschaft zwischen MoMA PS1 und dem MoMA ist die Vermittlung von zeitgenössischer Kunst an eine breite Öffentlichkeit.
Die kollaborativen Ausstellungsprogramme beider Institutionen erlauben es, ihre jeweiligen Stärken und Ressourcen ergänzend in Anspruch zu nehmen, um so einen tiefergehenden und vielseitigeren kulturellen Diskurs zu führen. Die erste bedeutende Zusammenarbeit zwischen MoMA PS1 und dem Museum of Modern Art New York fand 2000 im Rahmen der Schau Greater New York statt, einer Ausstellung, die mehr als 140 junge Künstler aus der New Yorker Region ausstellte. Dieses Großprojekt wurde in den Jahren 2005 und 2010 wiederholt und ist zu einem Brennglas für die Diversität und Dynamik der New Yorker Künstlerszene geworden.

## Künstler und Ausstellungsprogramme
Seit der Gründung setzt sich das MoMA PS1 für einen Diskurs mit experimenteller Kunst ein. In den vergangenen Ausstellungen befanden sich Arbeiten von Künstlern wie Janet Cardiff, Robert Grosvenor, David Hammons, Hilma af Klint, Donald Lipski, Olafur Eliasson, John McCracken, Dennis Oppenheim, Michelangelo Pistoletto, Alan Saret, Katharina Sieverding, Keith Sonnier, Michael Tracy, John Wesley, Franz West, Maria Lassnig, Karen Yasinsky, Peter Young und vielen mehr. Zahlreiche Ausstellungen gehen auf Ausstellungstournee in andere Museen und Ausstellungshäuser in den Vereinigten Staaten und im Ausland.
Zum jährlichen Ausstellungszyklus im MoMA PS1 werden mehrere Galerieräume für die Ausstellungsserie International and National Projects bereitgestellt. Diese Initiative geht zurück auf die Eröffnungsausstellung Rooms aus dem Jahr 1976 und gilt allgemein als die erste große Ausstellungsmöglichkeit für junge Künstler in New York City. Diese Soloausstellungen werden von der kuratorischen Abteilung des MoMA PS1 organisiert. Die Künstler erhalten eine Ausstellungsfläche und Assistenz beim Aufbau, um ihre Ausstellung zu gestalten. Zu den Künstlern, die zuletzt am Programm International and National Projects teilnahmen, zählen Eberhard Bosslet, Joe Bradley, Mike Cloud, Kira Lynn Harris, Drew Heitzler, Kalup Linzy, Curtis Mitchell, Lisi Raskin, Kon Trubkovich, Su-Mei Tse und Thierry Geoffroy.
Im Jahr 2008 wurde im MoMA PS1 die Ausstellung MINUS SPACE organisiert. In Zusammenarbeit mit MINUS SPACE curatorial projects aus Brooklyn, New York wurde ein Schau mit 54 Künstlern aus 14 Ländern gezeigt. Die Ausstellung wurde von Phong Bui kuratiert, Herausgeber der Zeitschrift Brooklyn Rail.
Der Deutsche Akademische Austauschdienst (DAAD), die für Bildende Kunst zuständigen Länderministerien und verschiedene Kunsthochschulen vergeben an deutsche Künstler Stipendien für mehrmonatige Gastaufenthalte am MoMA PS1. Stipendiaten waren u. a. Jo Achermann, Heinz Breloh, Rolf Julius, Stiletto Studio,s, Mathilde ter Heijne, Barbara Heinisch, Ter Hell, Norbert Stück, Sabine Hornig, Stephan Huber, László Lakner, Stefan Micheel, Olaf Nicolai, Cornelia Schleime, Thomas Struth und Carl Emanuel Wolff.

## Young Architects Program

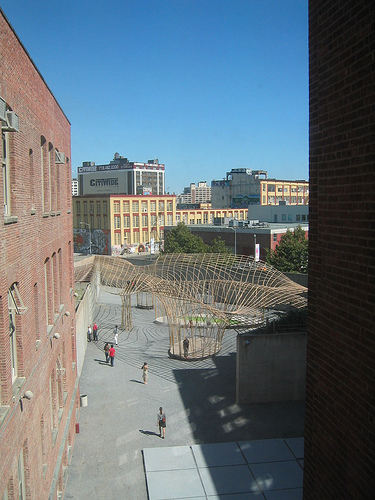
Architectural installation Canopy 2004, nARCHITECTS

Das jährlich stattfindende Young Architects Program (YAP) ist ein Wettbewerb, der vom MoMA PS1 und dem Museum of Modern Art veranstaltet wird. Beide Einrichtungen rufen junge Architekten dazu auf, einen Designentwurf für den Museumshof des MoMA PS1 einzureichen. Der Siegerentwurf wird realisiert und fungiert als architektonische Kulisse für die Musik- und Partyserie Warm Up am MoMA PS1.  Die Gewinner des YAP 2010 waren Florian Idenburg und Jing Liu vom Architekturbüro SO-IL in Brooklyn, NY., und 2012 das Büro HWKN von der 5th Ave, Manhattan, NYC.

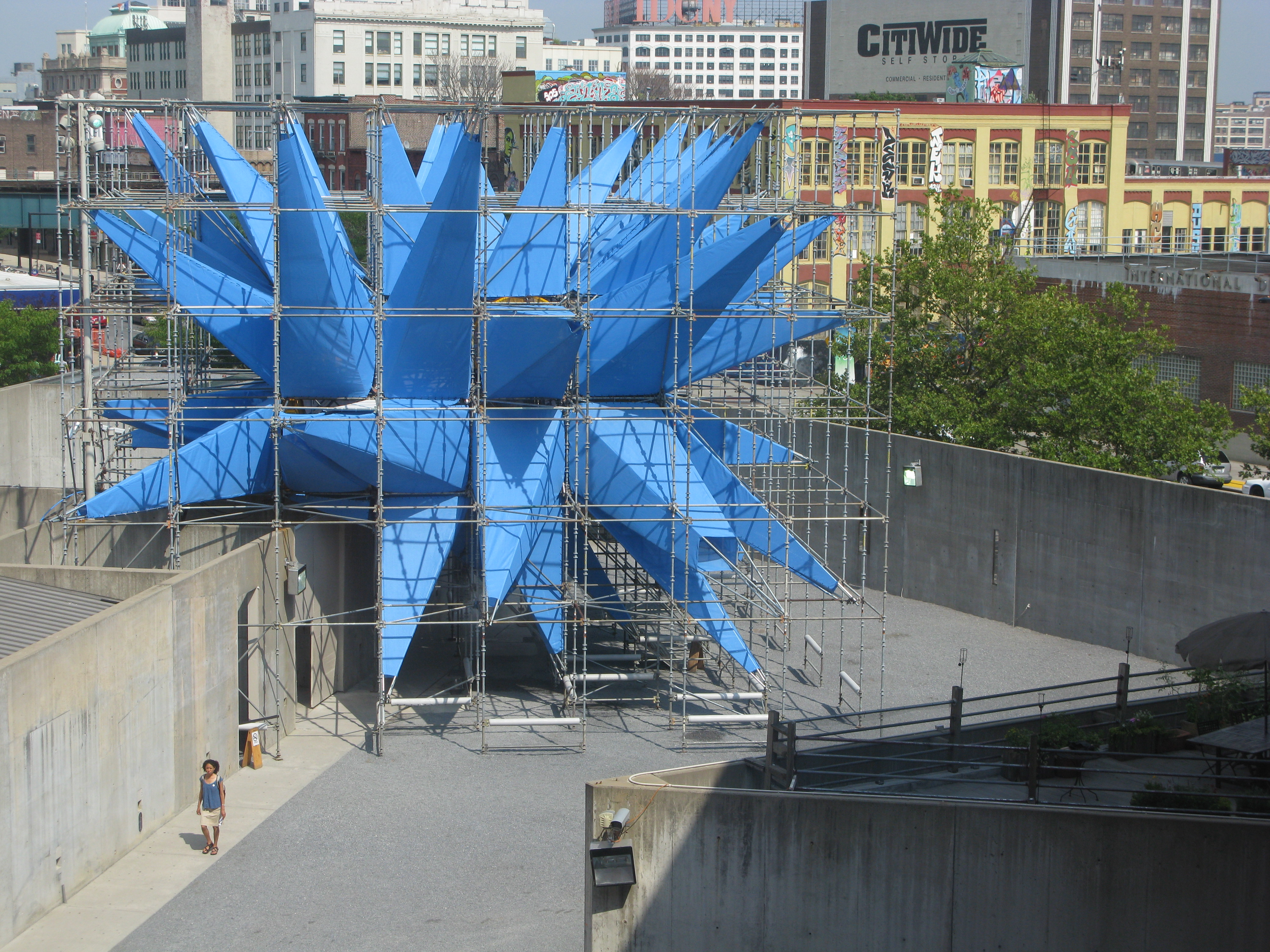
Architectural installation Wendy 2012 von HWKN

### Vergangene YAP-Gewinner
- 2018 – Hide & Seek von Dream the Combine (Jennifer Newsom und Tom Carruthers) zus. mit ARUP (Clayton Binkley)[11]
- 2017 – Lumen von Jenny Sabin Studio
- 2016 – Weaving the Courtyard  von Escobedo Soliz Studio (Mexiko-Stadt)
- 2015 – COSMO von Andrés Jaque / Office for Political Innovation (New York)
- 2014 – Hy-Fi von The Living (David Benjamin, New York)
- 2013 – Party Wall von CODA (Caroline O’Donnell, Ithaca)
- 2012 – Wendy von HWKN (Matthias Hollwich und Marc Kushner, New York)
- 2011 – Holding Pattern von Interboro Partners (Brooklyn)
- 2010 – Pole Dance von Solid Objectives – Idenburg Liu (Brooklyn)
- 2009 – afterparty von MOS (Michael Meredith und Hilary Sample, New Haven/Cambridge)
- 2008 – Public Farm 1 von WORK Architecture Company (Amale Andraos und Dan Wood, New York)
- 2007 – Liquid Sky von Ball-Nogues (Benjamin Ball und Gaston Nogues, Los Angeles)
- 2006 – BEATFUSE! von OBRA Architects (Pablo Castro und Jennifer Lee, New York)
- 2005 – SUR von Xefirotarch (Hernan Diaz Alonso, Los Angeles)
- 2004 – Canopy von nARCHITECTS (Mimi Hoang und Eric Bunge, New York)
- 2003 – Light-Wing von EMERGENT Architecture (Tom Wiscombe, Los Angeles)
- 2002 – Playa Urbana/Urban Beach von William E. Massie (New York)
- 2001 – subWave von ROY (Lindy Roy, New York)
- 2000 – Dunescape von SHoP (Christopher R. Sharples, Coren D. Sharples, William W. Sharples, Kimberly J. Holden und Gregg A. Pasquarelli)
- 1999 – DJ Pavilion von Philip Johnson
- 1998 – Percutaneous Delights von Gelatin (Ali Janka, Florian Reither, Tobias Urban und Wolfgang Gantner, Wien)

## Warm Up
Das Warm Up am MoMA PS1 ist eine Musik- und Partyreihe und zählt zu den sehnlichst erwarteten Sommerveranstaltungen in New York City. Der Event findet innerhalb der prämierten Architekturinstallation des jährlich stattfinden Young Architecture Programs statt – einem Architekturwettbewerb der vom MoMA PS1 und dem Museum of Modern Art New York organisiert wird. Das Zusammenspiel aus Musik und Ausstellungsprogramm bildet ein besonderes Kulturereignis für Musikfans und Kunstinteressierte.
Warm Up wurde 1997 als eine Partyserie ins Leben gerufen. Die Veranstaltung findet jeden Samstag von Juli bis frühen September statt und versammelt tausende lokale und internationale Besucher.
Als Höhepunkte der Partyserie zählen die Auftritte von international anerkannten Musikern und DJs wie: Groove Collective, Afrika Bambaataa, DJ Harvey, Mad Professor, Richie Hawtin, Francois K, Fischerspooner, Kid Koala, Arto Lindsay, Ratata, Scissor Sisters, Luke Vibert und viele mehr.

## WPS1
WPS1 war die Internet-Radiostation von MoMA PS1. Der Sender Art International Radio, den Alana Heiss gründete, nachdem sie MoMA PS1 verlassen hatte, greift auf Programmmaterial zurück, das ursprünglich von WPS1 verwendet wurde.
Die Radiostation sendete 24 Stunden am Tag und stellte einen Bedarfservice für kulturelle Programme zur Verfügung. Die Sendezentrale war in der historischen Clocktower Gallery im Süden Manhattans untergebracht, wo ein Netzwerk aus Studios Live- und aufgezeichnetes Programm an eine weltweite Hörerschaft sendete.
Art International Radio ist heute in derselben Lokalität ansässig. Die Radioanstalt sendet Interviews mit zeitgenössischen Künstlern, Dichtern, Autoren, Choreografen, Musikern, Kunsthändlern und Kritikern.

## Langzeit-Installationen
Obwohl das MoMA PS1 keine eigene Museumssammlung besitzt, befinden sich im Ausstellungshaus mehrere Langzeit-Installationen:
- Richard Artschwager, Blips, 1976

- Richard Artschwager, Exit-Don’t fight City Hall, 1976

- Keith Sonnier, Tunnel of Tears, 1997

- Lawrence Weiner, A bit of matter and a little bit more, 1976

- Pipilotti Rist, Selbstlos im Lavabad (Selfless in the Bath of Lava), 1994

- William Kentridge, Stair Procession, 2000

- Ernesto Caivano, In the Woods, 2004

- James Turrell, Meeting, 1986

- Alan Saret, Brick Wall and Sun, 1976

- Matt Mullican, Untitled, 1997